# Александер Добріндт
Александер Добріндт (нім. Alexander Dobrindt; нар. 7 червня 1970, Пайсенберг) — німецький підприємець і політик, генеральний секретар ХСС (2009—2013), федеральний міністр транспорту і цифрової інфраструктури (2013—2017).

## Біографія
З 1986 року перебував у Молодіжному союзі Німеччини. У 1989 році закінчив гімназію в місті Вайльгайм-ін-Обербаєрн, в 1995 році — Мюнхенський університет, де вивчав соціологію. У 1990 році вступив в ХСС і з 1990 по 1997 рік очолював місцеві відділення Молодіжного союзу. У 1996—2001 роках був комерційним директором, в 2001—2005 роках — керуючий директор і співвласник приладобудівної компанії «Holzner Druckbehälter GmbH» в Пайсенберґу. З 1996 по 2011 — член Торгового ради Пайсенберґа, з 1999 по 2011 рік очолював відділення ХСС в Пайсенберге. З 1996 року був депутатом районної ради Вайльгайм-Шонґау, з 2009 року очолював районне відділення ХСС. У 2002 році обраний в Бундестаг від 226-го одномандатного виборчого округу (райони Ґарміш-Партенкірхен, Ландсберґ-ам-Лех і Вайльгайм-Шонґау).
З 9 лютого 2009 по 15 грудня 2013 року — генеральний секретар ХСС.
17 грудня 2013 року одержав портфель міністра транспорту і цифрової інфраструктури в третьому уряді Меркель.
Після парламентських виборів у вересні 2017 року становище блоку ХДС / ХСС кілька ускладнилося, і 24 жовтня 2017 року Добріндт пішов з уряду, обійнявши посаду першого заступника лідера фракції в Бундестазі.